# Пьетракупа
Пьетракупа (итал. Pietracupa) —  коммуна в Италии, располагается в регионе Молизе, в провинции Кампобассо.
Население составляет 259 человек (2008 г.), плотность населения составляет 26 чел./км². Занимает площадь 10 км². Почтовый индекс — 86020. Телефонный код — 0874.
Покровителем коммуны почитается святой Григорий, папа Римский, празднование 19 августа.

## Демография
Динамика населения:

## Администрация коммуны
- Официальный сайт: